# Wildau
Wildau là một đô thị ở bang Brandenburg, gần thủ đô Berlin của Đức. Đô thị này có diện tích 9,09 km2.

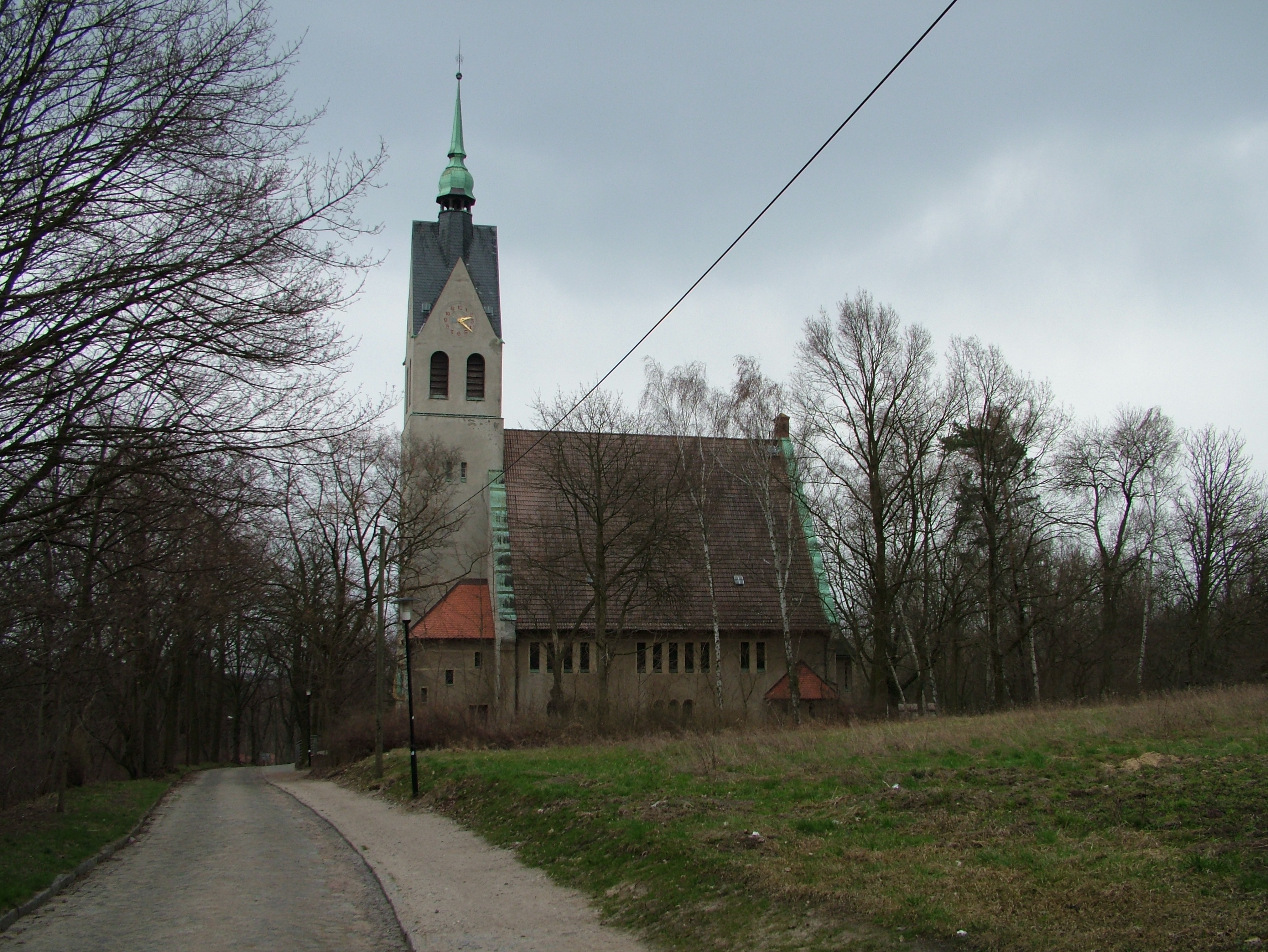
Nhà thờ ở Wildau